# (37026) 2000 UF6
2000 UF6 (asteroide 37026) é um asteroide da cintura principal. Possui uma excentricidade de 0.13926880 e uma inclinação de 2.34017º.
Este asteroide foi descoberto no dia 24 de outubro de 2000 por LINEAR em Socorro.